# Поцюнай (аэродром)
Аэродром Поцюнай (лит. Pociūnų) (ИКАО: EYPR) — аэродром, расположенный в Каунасском районе, в 38 км к югу от Каунаса. Инфраструктура аэропорта позволяет принимать самолёты среднего и малого размера, вплоть до Saab 2000, Saab 340.

## Организации гражданской авиации
- Каунасский клуб парашютистов
- AB Sportine aviacija
- ЗАО «Термикас»
- Каунасский клуб планеристов (ККП).

## Клубы гражданской авиации

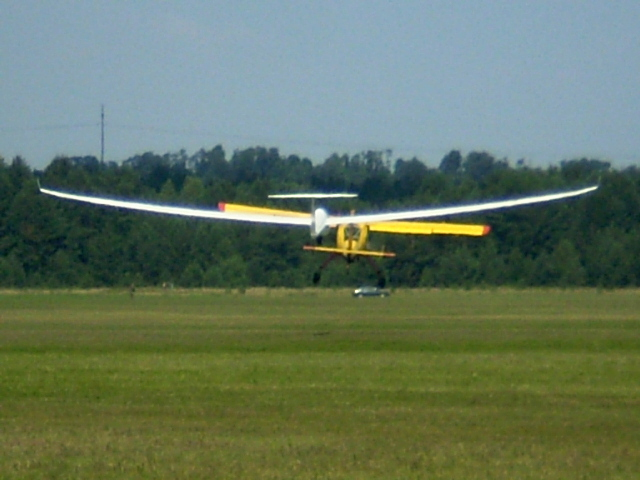
Планер на аэродроме Поцюнай

На аэродроме базируется Каунасский клуб планеристов.
В 1975 году, ККП отделилось от министерства спорта основав свою организации на базе аэродрома Поцюнай. После отделение, ККП начали проводить чемпионаты СССР по планеризму и международные соревнования по планеризму. Поцюнай стал центром литовского планеризма. .